# Aravan
Aravan är ett distrikt i Kirgizistan.   Det ligger i oblastet Osj, i den sydvästra delen av landet, 300 km sydväst om huvudstaden Bisjkek.